# 硫砒銅鉱
硫砒銅鉱（りゅうひどうこう、Enargite）は硫化鉱物の一つで、銅とヒ素の硫化物である。
日本では多量に見られないが、外国では銅の鉱石とされるほど産出する場合がある。完全な劈開を持つことから、ギリシャ語で「明瞭」を意味する" έναργής "にちなみ命名された。
同質異像にはルソン銅鉱（正方晶系）がある。